# 臺中縣議會第十六屆議員列表
以下是於2005年12月3日選舉，2006年3月1日就職之第16屆台中縣議員名單：

## 第一選區
- 高基讚，台灣團結聯盟籍
- 陳清龍，中國國民黨籍
- 陳本添，中國國民黨籍
- 翁美春，民主進步黨籍
- 張溢城，中國國民黨籍
- 吳富亭，民主進步黨籍
- 車淑娟，中國國民黨籍
- 謝志忠，民主進步黨籍

## 第二選區
- 王永通，中國國民黨籍
- 許水彬，民主進步黨籍
- 張豐奇，無黨籍
- 賴朝國，中國國民黨籍
- 廖述鎮，民主進步黨籍
- 王加佳，中國國民黨籍
- 羅永珍，中國國民黨籍
- 張立傑，無黨籍
- 蕭進益，中國國民黨籍

## 第三選區
- 冉齡軒，無黨籍
- 陳萬通，中國國民黨籍
- 蘇慶雲，中國國民黨籍
- 蔡成圭，民主進步黨籍
- 林素真，中國國民黨籍

## 第四選區
- 李榮鴻，中國國民黨籍
- 楊永昌，中國國民黨籍
- 姚應龍，無黨籍
- 顏榮燦，無黨籍
- 尤碧鈴，中國國民黨籍

## 第五選區
- 趙朝琴，無黨籍
- 陳年添，無黨籍
- 陳詩哲，無黨籍
- 王年杉，無黨籍
- 楊秋雲，中國國民黨籍
- 張清堂，中國國民黨籍，議長

## 第六選區
- 何端格，中國國民黨籍
- 吳瓊華，中國國民黨籍
- 林士昌，中國國民黨籍，副議長
- 黃錫嘉，無黨籍
- 楊忠諺，中國國民黨籍
- 張正興，中國國民黨籍
- 劉淑蘭，民主進步黨籍

## 第七選區
- 林碧秀，中國國民黨籍
- 張滄沂，無黨籍
- 戴萬福，中國國民黨籍
- 江勝雄，中國國民黨籍
- 陳玉雪，中國國民黨籍
- 李天生，民主進步黨籍
- 段緯宇，親民黨籍
- 何欣純，民主進步黨籍
- 蔡黃金雀，中國國民黨籍

## 第八選區
- 賴瑞珠，中國國民黨籍
- 何明杰，民主進步黨籍
- 詹敏豐，中國國民黨籍
- 李麗華，中國國民黨籍
- 黃秀珠，民主進步黨籍
- 賴義鍠，無黨籍

## 第九選區
- 洪金福，中國國民黨籍

## 第十選區
- 林建堂，無黨籍

## 外部連結
- 台中縣議會